# Медичний реабілітаційний центр МВС України «Хутір Вільний»
50°19′16″ пн. ш. 30°32′5″ сх. д. / 50.32111° пн. ш. 30.53472° сх. д.
Медичний реабілітаційний центр Міністерства внутрішніх справ України (далі МРЦ) є вагомим структурним підрозділом Медичного департаменту МВСУ. Розташована на 17 км Ново-Обухівського тракту, Голосіївського району південної частини Києва, на території лісопаркової зони площею понад 25 га., де в основному ростуть листяні дерева (дуб, бук, граб, клен, береза, липа).
Діє на території чинного чоловічого монастиря Різдва Пресвятої Богородиці в урочищі Церковщина між селами Лісники, Пирогів та Віта-Литовська Голосіївського району міста Києва.

## Історія місцевості
Православний монастир в київському урочищі «Церковщина» був заснований в період XI—XII століть часів Київської Русі на місці, де іноді усамітнювався у Великий пост один із засновників Києво-Печерської Лаври — прп. Феодосій Печерський. Монастир в «Церковщині» називався Гнилецьким і у своєму розвитку наслідував історію Києво-Печерської Лаври: спочатку існував у вигляді чернецьких печер, а з часом був частково перенесений на поверхню, де спорудили кам'яну церкву. Є підстави вважати, що у Гнилецькому монастирі починав свій чернечий шлях прп. Герасим Вологодський — місіонер Російської Півночі в XII ст. Після монгольських набігів на Київ, Гнилецький монастир довго нагадував про себе печерами та руїнами церкви, яку стали називати Церковищем, — звідси і топонім «Церковщина». Працями свт. Інокентія Херсонського (Борисова) — коли архіпастир ще служив в Києві — вхід в печери був облаштований у 1835 р. для відвідування паломниками, а на початку ХХ ст. в «Церковщині» був створений «Скит Пречистої Богородиці».
Весною 1832 р. настоятель Києво-Братської обителі архімандрит Інокентій (Борисов, майбутній Святитель Херсонський, +1857), гуляючи по околицях монастирської дачі біля села Пирогів, виявив в урочищі «Гадючий лог» покинуті підземелля. Вони нагадували собою печери Києво-Печерської лаври, яка з моменту її заснування (1051) була підземним монастирем, але згодом перемістилася на поверхню і надалі використовувалася ченцями підземелля як чернече кладовище і місце усамітнення окремих подвижників.
Бажаючи покласти край запустінню святині і зробити її доступною для огляду, свт. Інокентій почав клопотати про передачу Гадючого лога з казенного відомства у підпорядкування Братського монастиря, яке і відбулося у 1833 р. Після цього в урочищі був влаштований хутір Братської обителі, а у 1835 р. відкрилися для відвідування печери. Паломники могли побачити в них підземну церкву з унікальним ґрунтовим чотирьохколонним навісом-ківорієм над престолом, чернечі келії з лежанками і вирізаними на стінах хрестами.
Облаштовувавши урочище, св. Інокентій дізнався, що тутешні печери згадуються у «Києво-Печерському патерику» — збірці житія перших подвижників Києво-Печерської Лаври. Згідно «Патерику», один із засновників і перших настоятелів обителі прп. Феодосій (+1074) усамітнювався іноді від керованої ним чернечої братії в деяку таємну печеру біля одного з поселень, яке належали Лаврі. У примітках до першого друкованого видання «Патерика» (1635) наголошується, що печера ця знаходилася «в Лісниках, де Глинецький був монастир». Старший сучасник ст. Інокентія митрополит Київський Євгеній (Болховітінов; +1837) у своєму «Описі Києво-Печерської Лаври» (1826) стверджував, що Глинецька обитель була заснована вже після кончини прп. Феодосія. Враховуючи розташування поблизу Гадючого лога села Лісників, місцеві перекази про існування у минулому в урочище монастиря і наявність біля печер залишків якоїсь кам'яної будови, що уславилися в народі Церковищем, свт. Інокентій припустив, що в примітках до «Патерику» малася на увазі саме Гадючий лог. Цю гіпотезу настоятель Братської обителі висловив своєму другу Михайлу Максимовичу — видатному історикові і першому ректорові Київського Університету. У 1840 р. М. Максимович виявив документи XVI—XVIII вв., що свідчили про правоту свт. Інокентія. З'ясувалося, що, по-перше, у минулому Гадючий лог називалася Гнильцем або Гнилеччиною, по-друге, колись в урочищі дійсно розташовувався монастир, що припинив існування на початоку XVI ст., і по-третє, виявлені свт. Інокентієм печери були більш-менш відомі киянам і раніше. Намагаючись заповнити пропуски в історії Глинецкої (Гнилецкої) обителі, М. Максимович припустив, що монастир виник на рубежі XI—XII вв. і розвивався подібно до Лаври, тобто спочатку був печерним, але ще до монгольського розорення Києва (1240) став наземним, продовжуючи використовувати свої підземелля як чернече кладовище і житло найбільш строгих подвижників, а запустів внаслідок монгольських нападів на Київщину XIII—XV вв. Хоча конкретна вказівка місця самоти св. Феодосія з'явилося в «Патерику» тільки в XVII ст., учений вважав, що відомості про подвиги преподобного в Гнилеччині є достовірними, запозиченими з усного лаврського переказу або якого-небудь втраченого древнього рукопису. Подальші дослідження письмових джерел привели до нових відкриттів. Так, в 1861 р. свт. Філарет (Гумилевський; +1866), архієпископ Чернігівський, висунув цілком обґрунтовану гіпотезу про те, що Гнилецька обитель була місцем постриження прп. Герасима Вологодського, який близько 1147 р. пішов з Києва на Північ Русі (найімовірніше — для місіонерських праць) і, заснувавши в м. Вологді Свято-Троїцький Кайсарів монастир (не зберігся), помер в 1178 р.
У 1900 р. почалося відродження Гнилецької обителі у вигляді скиту Києво-Братського монастиря. До тому часу за урочищем Гадючий лог остаточно закріпилося ім'я Церковщини. А відновлювану обитель офіційно назвали «Скитом Пречистої» (тобто, Пречистою), так як, древній монастир в документах XVI ст. іменувався «Святе Пречисте Гнилецьким». У 1902 р., коли на Церковищі була добудована нова церква в ім'я Різдва Пресвятої Богородиці (знищена за радянських часів), а поруч — житловий корпус, у Скиту поселили ченців декількох братій, а начальником обителі призначили ієромонаха Мануїла (згодом схиігумена Серафима; +1920) — одного з найкращих учнів прп. Іони Київського (+1902). Поклавши надії на Господа і самовіддано працюючи, ченці Скиту мужньо зазнали поневіряння перших років служіння у Церковщині і зробили її процвітаючою в усіх відношеннях. Старанними молитовниками за братію Церковщини були, ще до своєї кончини, прп. Варнава Гефсиманський (+1906) і св. прав. Іоанн Кронштадський (+1908). Своє особливе молитовне представлення перед Богом про «Скит Пречистої» засвідчили, являючись ієромонахові Мануїлу у видіннях, прпп. прпп. Серафим Саровський (+1833) і Іона Київський.
Під час громадянської війни 1917—1920 рр. Церковщина стала притулком для багатьох гнаних християн. Так, в 1919 р. тут ховалися від більшовиків князі Володимир і Микола Жевахови — родичі свт. Іоасафа Білгородського (+1754), з яких перший був раніше помічником київського генерал-губернатора (у 1924 р. прийняв чернецтво з ім'ям Іоасафа, а в 1937 р., перебуваючи в архієрейському сані, став священномучеником), другий — заступником («товаришем») обер-прокурора Святійшого Синоду Російської Православної Церкви (у 1919 р. емігрував, +1938).
З 1922 р. в Церковщині поряд з монастирем розмістилася колонія малолітніх злочинців, яка поступово витіснила ченців з урочища. Під час нацистської окупації Києва (1941—1943) богослужіння в Церковщині поновилися, але на рубежі 40-50-х рр. XX ст. були знову припинені за наполяганням органів радянської влади. Згодом в урочищі розташовувалися лікарня, будинок відпочинку, а з початку 70-х рр. — санаторій МВС України «Хутір Вільний».
У 1980 р. археологами були досліджені фундаменти староруського кам'яного храму рубежу XII—XIII вв. — на місці знищеної церкви Різдва Пресвятої Богородиці 1900—1902 рр.

## Сучасний стан
Є важливим самостійним структурним підрозділом Центрального госпіталю Міністерства внутрішніх справ України, вагомою лікувальною установою у сфері військової медицини, одним з найважливіших військово-медичних закладів України. 
Наразі має 75 ліжок. Лікувальна база складається з: водолікарні, де відпускають перлинні, вуглекислі, кисневі, хвойні, скипидарні ванни та різноманітні лікувальні душі. Діє грязелікарня, де застосовують для процедур грязі одеських лиманів, озокерит та парафін. Також діють кабінети електросвітлолікування, інгаляторій, кабінети масажу, киснетерапії, фітотерапії, лазеротерапії, зал лікувальної фізкультури та ін. Працює кабінет функціональної діагностики та сучасні лабораторії для проведення необхідних аналізів.
На затишній впорядкованій території  розташовані каскад з трьох озер з обладнаними пляжами, натуральні діючі джерела, ігрові та спортивні майданчики, прогулянкові стежки-теренкури, місця відпочинку біля декоративних ставків та природних печер.
Наявні бібліотека та ігровий зал, де є більярд, настільний теніс. Заповідний ліс навколо МРЦ відноситься до Лісо-паркового господарства "Конча-Заспа" Київського комунального об'єднання "Київзеленбуд".

## Наукові дослідження
Позитивні наслідки відновного лікування у МРЦ акумулюються у науково-дослідницьких працях Центрального госпіталю МВС України, які оприлюднюються на регулярних національних та міжнародних медичних форумах, а також використовуються в діяльності наукових кафедр Національного медичного університету імені О.Богомольця та Національної медичної академії післядипломної освіти імені П. Шупика, інтерни та лікарі яких проходять регулярну практику в госпіталі.

## Галерея

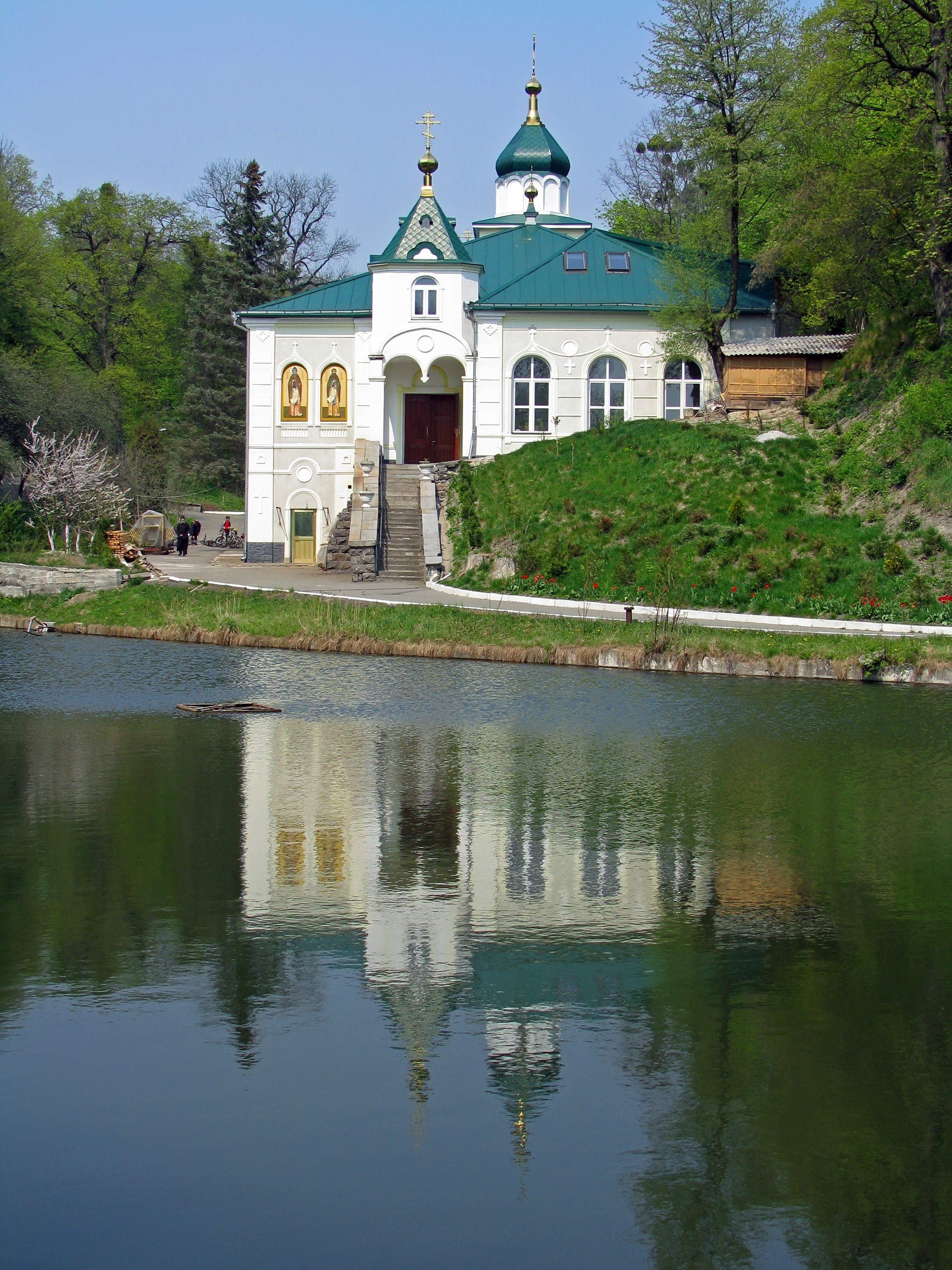
Церква на території центру
Монастир на території центру

## Дивись також
- Воєнно-медична доктрина України
- Головний військово-медичний госпіталь Міністерства оборони України
- Центральний клінічний госпіталь Державної прикордонної служби України
- Центральний госпіталь Служби безпеки України
- Центральний госпіталь Міністерства внутрішніх справ України
- Клінічна лікарня «Феофанія»
- Київський міський клінічний госпіталь ветеранів війни
- Львівський обласний госпіталь інвалідів війни та репресованих імені Юрія Липи

## Відеоматеріали
- Відеоматеріал YouTub про монастир на території лікарні